# Trdina
Trdina je priimek več znanih Slovencev:
- Janez Trdina (1830—1905),  pisatelj in zgodovinar
- Joža Trdina (1892—1991), telovadna pedagoginja
- Silva Trdina (1905—1991), literarna zgodovinarka, pisateljica, pedagoginja, prevajalka in  urednica
- Tadej Trdina, nogometaš